# 5883 Josephblack
5883 Josephblack este un asteroid din centura principală de asteroizi.

## Descriere
5883 Josephblack este un asteroid din centura principală de asteroizi. A fost descoperit pe 6 noiembrie 1993 la Siding Spring de Robert H. McNaught. Asteroidul prezintă o orbită caracterizată de o semiaxă mare de 3,17 ua, o excentricitate de 0,17 și o înclinație de 17,5° în raport cu ecliptica.